# Adcrocuta
Adcrocuta е изчезнал род хищни бозайници, принадлежащи към семейство Хиени. Видовете от рода са живели в периода на късен миоцен и ранен плиоцен (преди около 9 – 4 млн. години), а неговите изкопаеми останки са открити в находища от Европа, Азия и Африка.

## Разпространение
Вероятно родът е еволюирал в Азия по време на миоцен, а по-късно се разпространява към в Централна Азия и Европа като прониква дори в Африка. Най-известният вид е Adcrocuta eximia, широко разпространена в късния миоцен в Европа, Азия и Северна Африка. Видът е откриват и в палеонтологични находища в района на Хаджидимово. Други видове са били с по-ограничено разпространение като Adcrocuta australis, откривана само в Южна Африка. Предполага се, че родът е изчезнал в резултат на еволюирането му в по-едри видове класифицирани в родовете Pliocrocuta и Pachycrocuta през плиоцен.

## Описание
Животните от рода са първите от семейство хиени, които придобиват формата на тялото, което притежават съвременните видове. Причината за това е, че предните крайници са по-дълги от задните. Високи са около 80 – 150 cm и вероятно са тежали около 70 kg. Поради уголемените и здрави предкътници е създадена адаптационна приспособеност да смилат кости. За разлика от днешните родове Crocuta и Hyaena при Adcrocuta краката са съпоставимо по-къси и здрави. Според Solounias и Werdelin (1996) тази анатомична особеност не е позволявала на хиените да бягат бързо и продължително. Вероятно те са били основно мършояди и по-рядко са ловували активно.

## Известни видове
Поради голямото сходство на откритите скелети на представителите на рода първоначално се е приемало, че са преки предшественици на някои от съвременните видове от семейството. През 1938 г. унгарският палеонтолог Миклош Крецой отделя Adcrocuta в самостоятелен род.
Род Adcrocuta (Kretzoi, 1938)
- Adcrocuta advena (Kretzoi 1955)
- Adcrocuta australis (Hendey 1974)
- Adcrocuta eximia (Roth & Wagner, 1854)
  - Adcrocuta eximia latro (Pilgrim, 1932)
  - Adcrocuta eximia praecursor
  - Adcrocuta eximia variabilis (Zdansky, 1924)